# Хешан
Хешан (азерб. Heşan), ранее — Ашан (азерб. Aşan) — село в Ходжавендском районе Азербайджана. Является центром Хешанского сельского административно-территориального округа.

## География
Село Хешан входит в состав Хешанского сельского административно-территориального округа Ходжавендского района, при этом село Хешан является центром этого сельского административно-территориального округа.
Близлежащие населённые пункты — село расположено в 15 км северо-западнее города Ходжавенд, в 1 км восточнее села Еникенд, в 4 км западнее села Гаракенд и в 4 км северо-западнее села Емишджан.

## История
В советский период село называлось Ашан и являлось центром Ашанского сельсовета Мартунинского района Нагорно-Карабахской автономной области (НКАО) Азербайджанской ССР.
2 сентября 1991 года на совместной сессии Нагорно-Карабахского областного и Шаумяновского районного Советов народных депутатов была принята Декларация о провозглашении Нагорно-Карабахской Республики в границах Нагорно-Карабахской автономной области (НКАО) и сопредельного Шаумяновского района Азербайджанской ССР.
26 ноября 1991 года Верховный Совет Азербайджанский Республики принял Закон "Об упразднении Нагорно-Карабахской автономной области Азербайджанской Республики". В этом Законе было постановлено помимо упразднения Нагорно-Карабахской Автономной Области (НКАО), в том числе также и переименование Мартунинского района в Ходжавендский и включение района в число районов республиканского подчинения. Решением Милли Меджлиса Азербайджанской Республики от 29 декабря 1992 года село Ашан (азерб. Aşan) было переименовано в Хешан  (азерб. Heşan). В настоящее время село Хешан является центром Хешанского сельского административно-территориального округа Ходжавендского района Азербайджана.
В результате Карабахского конфликта, село в начале 1990-х годов попало под контроль непризнанной Нагорно-Карабахской Республики (НКР). Согласно административно-территориальному делению непризнанной республики село находилось в составе Мартунинского района НКР и называлось Ашан (арм. Աշան).
Согласно Трёхстороннему Заявлению в ночь с 9 по 10 ноября 2020 года, подписанному по итогам Второй Карабахской войны, село перешло под контроль Российских миротворческих сил.
В результате боевых действий произведённых Вооружёнными Силами Азербайджана в Карабахе 19-20 сентября 2023 года, село было возвращено под контроль Азербайджана.

## Население
Согласно Кавказскому календарю на 1910 г., население села к 1908 г. составляло 1 200 человек, в основном армян. В 1911 году — 1 217 человек, армяне, а к началу 1914 года указано 1508 жителей, так же преимущественно армяне.
По состоянию на 1 января 1933 года в селе проживало 1030 человек (216 хозяйств), все  — армяне.
По переписи населения непризнанной НКР 2005 года постоянное население села составляло 588 человек. В селе в основном проживали армяне. Верующие — были приверженцы Армянской апостольской церкви. 

## Инфраструктура
В селе есть школа, детский сад.